# Estación San Carlos Centro
San Carlos Centro era una estación de ferrocarril ubicada en la localidad homónima, provincia de Santa Fe, Argentina.
La estación fue habilitada en 1886 por el Ferrocarril Provincial de Santa Fe. Su clausura se efectuó en 1960
Sus vías correspondía al ramal F9 del Ferrocarril General Belgrano.
Los terrenos de la estación pasaron a ser administrados por el Municipio para la construcción de Obras Hídricas.

## Servicios
No presta servicios de pasajeros ni de cargas, sus vías se encuentran desmanteladas.